# Peter Keenan (Boxer)
Peter Keenan (* 8. August 1928; † 27. Juli 2000) war ein britischer Boxer. Er war Europameister der Berufsboxer im Bantamgewicht.

## Werdegang

### Laufbahn als Amateurboxer
Peter Keenan war Schotte und lebte in Glasgow. Als Amateurboxer startete er für den ABC Anderston. Seinen größten Erfolg in seiner kurzen Amateurzeit feierte er 1948, als er bei der britischen Meisterschaft (ABA-Championships) im Fliegengewicht den 2. Platz belegte. Dabei kam er im Halbfinale zu einem Sieg über J. Simpson und verlor im Endkampf gegen Henry Carpenter, der Großbritannien auch bei den Olympischen Spielen 1948 in London vertrat.

### Laufbahn als Profiboxer
Peter Keenan bestritt seinen ersten Kampf als Berufsboxer am 17. September 1948 in Glasgow. Im Fliegengewicht besiegte er dabei seinen schottischen Landsmann Al Hutt durch K. o. in der 1. Runde. Danach blieb er in 30 weiteren Kämpfen bis zum 31. Oktober 1951 siegreich. Bemerkenswerte und für seine Laufbahn wichtige Siege waren sein Punktsieg über den Belgier Jean Sneyers am 18. Januar 1950 in Kensington, UK und sein Punktsieg über den französischen Ex-Europameister im Fliegengewicht Maurice Sandeyron am 10. Mai 1950 in Glasgow. Am 9. Mai 1951 gewann Peter Keenan in Glasgow mit einem K.-o.-Sieg in der 6. Runde über Danny O’Sullivan den britischen Meistertitel im Bantamgewicht. Diesen Titel verteidigte er am 27. Juni 1951 in Glasgow mit einem Techn. K.-o.-Sieg in der 12. Runde über Bobby Boland.
Am 5. September 1951 besiegte Peter Keenan im Firhill-Park in Glasgow in einer Freiluft-Veranstaltung im Kampf um die Europameisterschaft (EBU) den spanischen Titelverteidiger Luis Romero (Boxer) nach 15 Runden nach Punkten. Diesem Kampf wohnten 30.000 Zuschauer bei und waren begeistert von der Art und Weise, wie der schnelle Keenan den scheinbar kräftemäßig überlegenen Rechtsausleger Romero auspunktete. Keenan war damit Europameister im Bantamgewicht. Am 31. Oktober 1951 kämpfte er in Paisley, UK, in einem Nicht-Titelkampf wieder gegen Maurice Sandeyron und hätte dabei beinahe eine böse Überraschung erlebt. Er ging in der 5. Runde auf Schlägen von Sandeyron hin dreimal zu Boden und überstand diese Runde nur mit viel Glück. Am Ende erhielt er vom Kampfgericht ein „Unentschieden“.
In der Welt-Rangliste des renommierten Box-Fachblattes „The Ring“ stand er Ende November 1951 hinter dem Australier Jimmy Carruthers auf dem 2. Platz vor Luis Romero, Maurice Sandeyron und Jean Sneyers. Weltmeister war Vic Toweel aus Südafrika. Gegen Vic Toweel boxte Peter Keenan dann am 26. Januar 1952 um den Weltmeistertitel und den Commonwealth-(British Empire)-Titel im Bantamgewicht. Er verlor diesen Kampf aber vor 27.000 Zuschauern im Rand-Stadion von Johannesburg klar nach Punkten.
Am 21. Mai 1952 verlor Peter Keenan im Firhill-Park in Glasgow den Europameistertitel im Bantamgewicht an Jean Sneyers. Dabei hatte er aber viel Pech, denn er rutschte in der 5. Runde auf dem feuchten Ringboden aus und erlitt eine Knieverletzung. Er wollte sich noch an den Ringseilen hochziehen und den Kampf fortsetzen, wurde aber vom schwedischen Ringrichter Arthur Koch ausgezählt. Am 17. Juni 1953 wurde er in Glasgow mit einem Punktsieg über seinen alten Rivalen Maurice Sandeyron wieder Europameister im Bantamgewicht. Der Titel war vakant, weil ihn Jean Sneyers wegen Gewichtsschwierigkeiten niedergelegt hatte. Diesen Titel und den des britischen Bantamgewichtsmeisters verlor er aber schon wieder am 3. Oktober 1953 in Belfast durch eine Punktniederlage nach 15 Runden gegen den Nordiren John Kelly (Boxer). Am 21. September 1954 konnte er in Paisley, UK, im Kampf um den britischen Bantamgewichtsmeistertitels gegen John Kelly erfolgreich Revanche nehmen. Er schlug Kelly in der 6. Runde K. o. Am 28. März 1955 gewann Peter Keenan in Sydney auch wieder den Commonwealth-(Britisch-Empire)-Titel durch einen Punktsieg über Bobby Sinn aus Australien.
Am 14. September 1955 verteidigte er diesen Titel in Glasgow mit einem sensationellen K.-o.-Sieg in der 14. Runde über den Südafrikaner Jake Tuli, der von allen Box-Experten schon als der kommende Weltmeister angesehen wurde. Am 17. November 1958 lieferte er in Paris dem amtierenden Weltmeister Alphonse Halimi aus Frankreich in einem Kampf, in dem es um keinen Titel ging, ein hartes Gefecht und verlor nach 10 Runden nur nach Punkten. Am 10. Januar 1959 verteidigte Peter Keenan den Commonwealth-(British-Empire)-Titel und den britischen Meistertitel im Bantamgewicht gegen den Nordiren Freddie Gilroy. Er verlor diesen Kampf und damit auch seine beiden Titel durch Techn. K. o. in der 11. Runde. Danach beendete er seine lange Laufbahn, die über zehn Jahre währte.
Erläuterungen
- EBU = Europäische Box-Union
- BBBofC = Britisch Boxing Board of Control
- ABA = Amateur-Boxing-Association
- ABC = Amateur-Box-Club
- Linksausleger = Führhand ist die linke Hand, Schlaghand ist die rechte Hand, beim Rechtsausleger ist es umgekehrt
- Fliegengewicht, Gewichtsklasse bis 51 kg Körpergewicht (Amateurbereich)
- UK = United Kingdom (Vereinigtes Königreich)